# José Antonio Momeñe
José Antonio Momeñe Campo (Ciérvana, 15 de agosto de 1940 – Baracaldo, 23 de diciembre de 2010) fue un ciclista español, profesional entre 1962 y 1970.

## Vida deportiva
Entre sus triunfos más importantes están una etapa en el Giro de Italia, una etapa en la vuelta a España, dos veces campeón de España de independientes y el cuarto lugar en el tour de Francia.
En 1960 comenzó a correr con el equipo kas, y ese mismo año iría a los juegos olímpicos de Roma, donde finalizó 16.º en la prueba en línea y 8.º en la contrarreloj por equipos, con la selección española.
Ese mismo año, también se proclamó campeón de Vizcaya de aficionados.
En el año 1962, ganó dos etapas de la vuelta Andalucía y la general final, y una etapa en el tour de porvenir.
En 1963, se llevó la clásica de los puertos, una etapa de la vuelta a La Rioja y una etapa del tour del porvenir.
Al año siguiente, en 1964, se llevaría una etapa de la vuelta a Andalucía, y por segundo año consecutivo, la clásica de los puertos.
En el año 1965 consiguió ser 2.º en el campeonato de España de ciclismo en ruta, aunque muchos de los allí presentes, señalarán, que el que se proclamó campeón, Pérez Lasa, le cerró en un ajustado sprint.
El año 1966 fue, posiblemente, el mejor de su carrera deportiva, ese año, ganó una etapa en la vuelta a España y finalizó 5.º en la clasificación general final, además de eso ganó una etapa en la Dauphine Liberé, pero posiblemente, lo más importante, fue la cuarta posición que ocupó en la clasificación final del tour de Francia, un tour en el que, según muchos de los entendidos de este deporte, podría haber finalizado en primer lugar si no hubiese sido por su mal entendimiento con su director deportivo Dalmacio Langarica.
Iba 4.º en la clasificación general por delante de grandes figuras del ciclismo como anquetil o poulidor, y a tres etapas del final, se metió en una importantísima escapada. llegó a coger mucho tiempo sobre el pelotón, y a falta de pocos kilómetros para el final de aquella etapa, se convirtió en líder virtual del tour de Francia, pero recibió una orden desde el coche de equipo, conducido por Dalmacio Langarica: "no sigas tirando". Momeñe no lo entendía ya que tenía una preciosa oportunidad para hacerse con el tour de ese año, pero Dalmacio era su director, y debía hacerle caso, y dejó de tirar, tal fue su enfado, que llegó a bajarse de la bicicleta en esa misma etapa en forma de protesta, y a punto estuvo de abandonar el tour, si no fuese por Gregorio San Miguel, un compañero de equipo suyo, que le animó para subirse a la bici y continuar hasta finalizar la etapa. A un día del final en la contrarreloj, Poulidor rebasó a Momeñe como estaba previsto, pero Momeñe, a la vez rebasó al que estaba delante de él en la general, por lo que aguantó esa amarga pero a la vez muy importante cuarta posición en la general final.
En el año 1967, muy enfadado por lo ocurrido en el pasado tour, dejó el kas y se fue a las filas del Fagor. Ganó el Gran Prix de Llodio y el Gran Prix de Pascuas.
El año 1968 fue también un año importante para el, ya que se hizo con una victoria en el giro de Italia, llegando en una escapada e imponiendo su gran punta de velocidad para entrar primero en la meta Italiana. También se hizo con el trofeo Elola y con el Gran Prix de Vizcaya.
en el 1969, consiguió finalizar 3.º en el campeonato de España de ciclismo en ruta, y dejó el Fagor para entrar en el Werner.
La temporada de 1970, fue la última en su carrera deportiva como corredor, aunque luego ganase una vuelta a España y otras victorias más como director deportivo del equipo Werner.
Aficionado
En aficionados ganó un sinfín de carreras, de 65 carreras que se corrieron él se hizo con 63. No se encuentran tantas carreras ganadas en aficionados, ni en los palmareses de los mejores ciclistas belgas.

## Palmarés
| 1962 - Vuelta a Andalucía, más 2 etapas - 1 etapa en el Tour del Porvenir 1963 - Clásica de los Puertos - 1 etapa en el Tour del Porvenir - 1 etapa en la Vuelta a la Rioja 1964 - 1 etapa en la Vuelta a Andalucía - Clásica de los Puertos 1965 - 2.º en el Campeonato de España en Ruta | 1966 - 1 etapa en la Vuelta a España - 1 etapa en la Dauphiné Libéré 1967 - G.P. Llodio - G.P. Pascuas 1968 - 1 etapa en el Giro de Italia - Trofeo Elola - GP Vizcaya 1969 - 3.º en el Campeonato de España de Ciclismo en Ruta |

## Resultados en Grandes Vueltas y Campeonatos del Mundo
Durante su carrera deportiva ha conseguido los siguientes puestos en las Grandes Vueltas y en los Campeonatos del Mundo en carretera:
| Carrera         | 1962 | 1963 | 1964 | 1965 | 1966 | 1967 | 1968 | 1969 | 1970 |
| --------------- | ---- | ---- | ---- | ---- | ---- | ---- | ---- | ---- | ---- |
| Giro de Italia  | -    | -    | -    | -    | -    | -    | Ab.  | -    | -    |
| Tour de Francia | -    | -    | -    | 34º  | 4.º  | -    | -    | Ab.  | -    |
| Vuelta a España | -    | 16.º | 8.º  | -    | 5.º  | -    | 17.º | 29.º | -    |
| Mundial en Ruta | -    | -    | -    | -    | -    | 23.º | -    | -    | -    |

-: no participa

Ab.: abandono